# Philipsburg (Québec)
Philipsburg est un village compris dans le territoire de la municipalité  de Saint-Armand dans Brome-Missisquoi au Québec (Canada).

## Toponymie
Philipsburg est nommé d'après Philip Ruiter, fils du loyaliste Johannes Ruyter ayant fui la révolution américaine afin de s'établir sur les rives de la baie Missisquoi. Avant l'immigration des loyalistes, le lieu est incidemment connu sous le nom de « La Baie », puis « Missiskoui Bay » lorsque les Britanniques s'y installent. Le nom Missisquoi proviendrait de l'abénaqui Massipskoik, qui signifie « là où il y a de la pierre à fusil »,.
La première attestation du nom Philipsburg remonte à 1812. Le nom apparaît sur la carte de Joseph Bouchette trois ans plus tard sous la forme francisée « Phillipsbourg ». Le bureau de poste est nommé « Philipsburg East » jusqu'en 1922, afin de le distinguer de Philipsburg (Ontario).

## Géographie
Le village est implanté sur les rives de la baie Missiquoi du lac Champlain, à proximité de la frontière canado-américaine. Il est situé à environ 3 km à l'ouest du village de Saint-Armand.

## Histoire

### Colonisation française
Dans les années 1730, l'établissement du fort Saint-Frédéric ouvre un nouveau territoire à la colonisation, soit les abords du lac Champlain. Pour sortir le fort de son isolement, on concède d'abord le 6 avril 1733 à Paul-Louis Dazemard de Lusignan, officier militaire, une première seigneurie au nord-est du lac, puis le 20 juillet 1734 à René Legardeur de Beauvais, haut-fonctionnaire, à l'est du lac, de la rivière de la Roche jusqu'au delta de la rivière Missisquoi. Les seigneurs voient leurs concessions rapidement révoquées, trop occupés par leur charges publiques pour s'occuper de colonisation et davantage intéressés par l'exploitation forestière que l'agriculture.
Les seigneuries sont réunies au domaine du Roi en 1741, puis concédées de nouveau le 23 septembre 1748 en tant que seigneurie Saint-Armand à Nicolas-René Levasseur, constructeur naval, intéressé par les ressources forestières de la région,. Ne laissant derrière lui que les ruines d'un moulin détruit par les Anglais sur la rivière Missisquoi,, Levasseur retourne en France après la Conquête de 1759-1760.

### Colonisation loyaliste

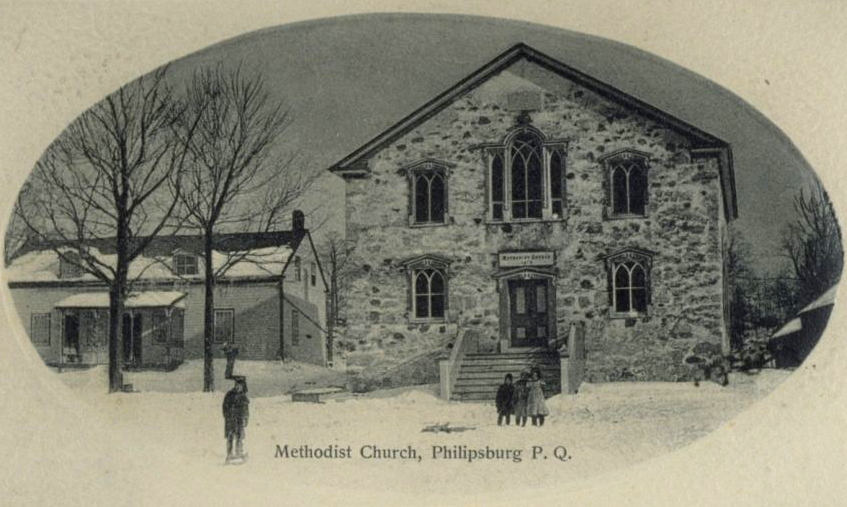
L'église Philipsburg United, au début du XXe siècle.

Le village, concession de la seigneurie de Saint-Armand, est fondé par des loyalistes, d'anciens haut-gradés ayant combattu la Révolution américaine et ayant fui vers le nord afin de maintenir leur sujétion à la Couronne britannique.
Érigé en municipalité de village en 1846, le territoire est fusionné en 1999 à la paroisse de Saint-Armand afin de constituer la municipalité de Saint-Armand.

### Terminus nord du chemin de fer clandestin
Philipsburg est parfois considéré comme le terminus nord du chemin de fer clandestin. Au milieu du xixe siècle, la communauté méthodiste du village accueille dans son église et chez des fidèles des réfugiés venus des États-Unis et fuyant le régime esclavagiste de certains États, aidés par Joseph Saint-Laurent dit « Peg Leg Joe » à passer frontière,. La communauté noire se serait établie dans les environs, puis métissée avec la communauté blanche.
Le caractère subversif du chemin de fer clandestin fait en sorte qu'il reste peu de traces de l'histoire des noirs dans la région à l'exception des noms de famille portés autrefois par des esclaves qui sont encore portés par des habitants de Saint-Armand et Philipsburg,.